# Clark Art Institute
Le Sterling & Francine Clark Art Institute, plus connu sous le nom de Clark Art Institute, est un musée d'art situé à Williamstown dans le Massachusetts (États-Unis). Il abrite également un centre de recherche, le Research and Academic Program, et un programme de master, le Williams College Graduate Program en Histoire de l’art, en coopération avec le Williams College. Ses collections se composent de peintures, sculptures, estampes, dessins, photographies et arts décoratifs européens et américains, du xive siècle jusqu’au début xxe siècle. Il forme avec le Massachusetts Museum of Contemporary Art (MassMoCA), le Williams College Museum of Art et le Bennington Museum (en), le quatuor de musées du Berkshire, composant culturel majeur de la région. La direction de l'institution est assurée par Olivier Meslay depuis août 2016 (Hardymon Director étant la dénomination officielle).

## Histoire

### Les origines
"The Clark" a été créé en 1955 en association avec le Williams College par Robert Sterling Clark, entrepreneur, soldat et éminent collectionneur d'art, ainsi que son épouse, Francine. Après de nombreux voyages en Extrême-Orient, Sterling s'est installé à Paris en 1911 et a utilisé une considérable fortune héritée de son grand-père (un associé principal de la Singer Sewing Machine Company) pour constituer une collection d'art. Francine s'est jointe à lui dans la collection d'œuvres d'art après leur mariage en 1919.
Les Clarks ont principalement gardé leur collection privée, prêtant rarement des œuvres. Avec le début de la Guerre froide et la rapide course aux armements nucléaires, ils se sont de plus en plus inquiétés de la sécurité de leurs œuvres d'art. Ils souhaitaient protéger leur collection d'une éventuelle attaque sur New York, où ils vivaient et où était situé le Metropolitan Museum of Art, l'héritier attendu de leur collection. Ainsi, les Clarks ont commencé à rechercher des sites dans les régions rurales de New York et du Massachusetts dans le but de fonder un musée pour leur art.
Ils ont visité Williamstown, Massachusetts, en 1949 et ont entamé des conversations avec les dirigeants de la ville, les administrateurs du Williams College et du Williams College Museum of Art. Sterling avait des liens avec le collège grâce à son grand-père et à son père, tous deux administrateurs. Une charte pour le Clark a été signée le 14 mars 1950 et l'Institut a ouvert ses portes au public le 17 mai 1955 sous la direction de son premier directeur, l'ancien marchand d'argenterie Peter Guille. Depuis, le Clark est devenu une destination prisée des touristes, des amateurs d'art et des chercheurs, contribuant à établir la réputation culturelle des Berkshires.

### L'architecture
Le bâtiment original en marbre, conçu par Daniel Deverell Perry, a ouvert en 1955. Le Manton Research Center, conçu par Pietro Belluschi et abritant la bibliothèque et les programmes de recherche, a été achevé en 1973. En 2001, le Clark a entrepris un projet à long terme pour améliorer son campus, faisant appel au cabinet d'architectes paysagistes Reed Hilderbrand ainsi qu'aux architectes Tadao Ando et Annabelle Selldorf.

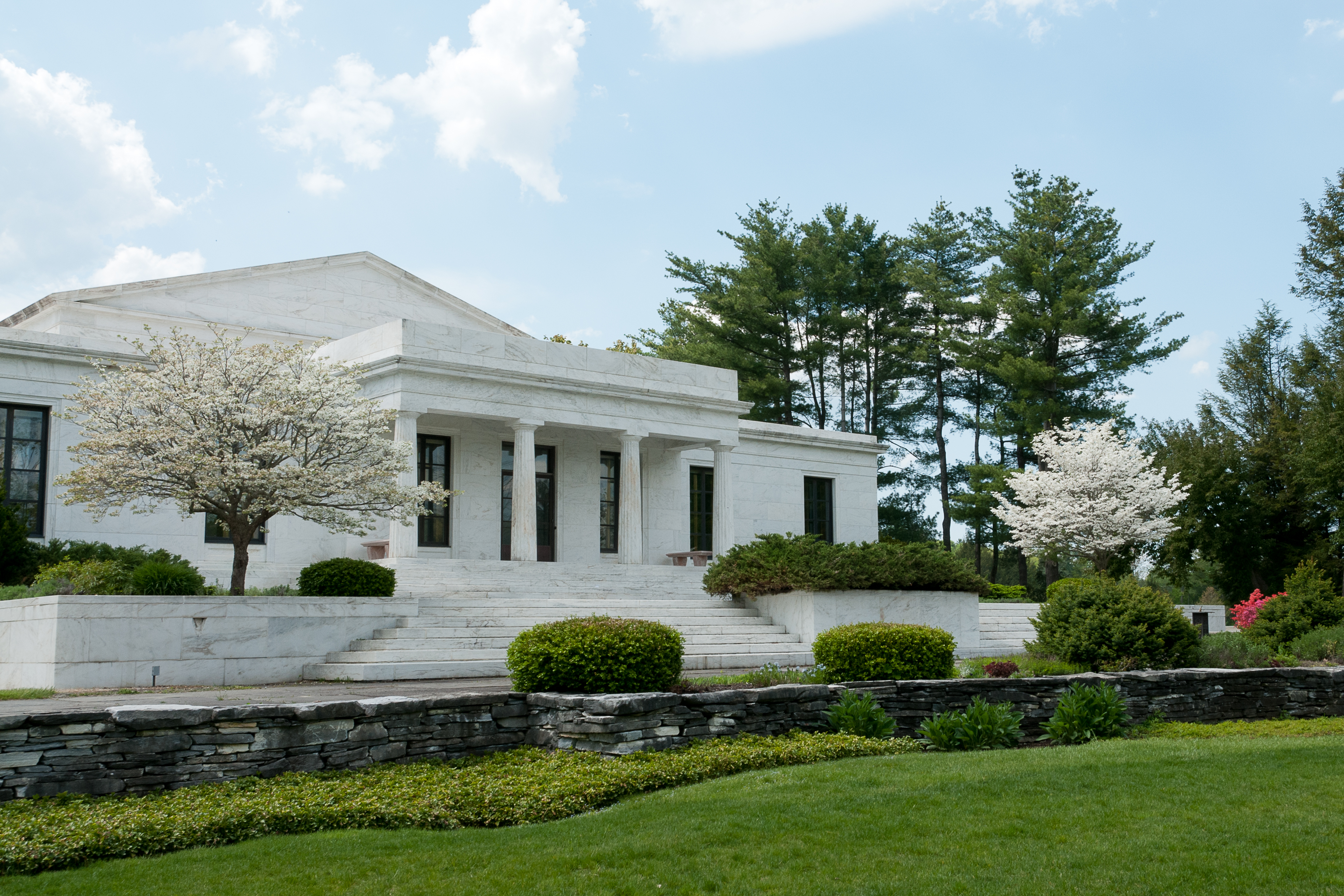
Le bâtiment dessiné par Daniel Perry pour abriter les collections des Clark, achevé en 1955

Reed Hilderbrand a redessiné les espaces extérieurs du campus, réaménagé les sentiers de randonnée environnants, planté 1 000 arbres et créé un bassin réfléchissant alimenté par de l'eau recyclée.
Tadao Ando a conçu deux ajouts: le Lunder Center at Stone Hill et le Clark Center d'une superficie de 42 600 pieds carrés, qui ont ouvert leurs portes respectivement en 2008 et 2014. Conçu comme un sanctuaire dans les bois à découvrir, le Lunder Center comprend deux galeries et un café-terrasse saisonnier. Il abrite également le Williamstown Art Conservation Center, le plus grand centre régional de conservation du pays.
Le Clark Center comprend plus de 11 000 pieds carrés d'espace d'exposition pour les expositions spéciales, de nouveaux espaces de restauration, de vente au détail et pour les familles, ainsi qu'un pavillon de musée entièrement vitré qui crée une nouvelle entrée dans le bâtiment original du musée. Situé au nord-ouest du bâtiment du musée, le Clark Center en pierre, béton et verre est le point central du campus du Clark et sert de principale entrée pour les visiteurs.
Annabelle Selldorf a été chargée de rénover les structures existantes du campus. Dans le bâtiment original en marbre de 1955, des galeries pour l'art américain et décoratif ont été ajoutées et l'espace d'exposition a été augmenté de 15%. Dans le Manton Research Center, qui a rouvert en 2016, l'auditorium et la cour centrale ont été rénovés et plusieurs galeries ainsi qu'un centre d'études ont été créés. Sa rénovation a marqué l'achèvement du projet d'expansion global du Clark.
Le projet d'expansion le plus récent du musée, d'une valeur de 145 millions de dollars, a été financé par des dons privés, le soutien de fondations, le Massachusetts Cultural Facilities Fund et un financement obligataire organisé en collaboration avec l'État du Massachusetts.

## Les Collections

### Les Origines

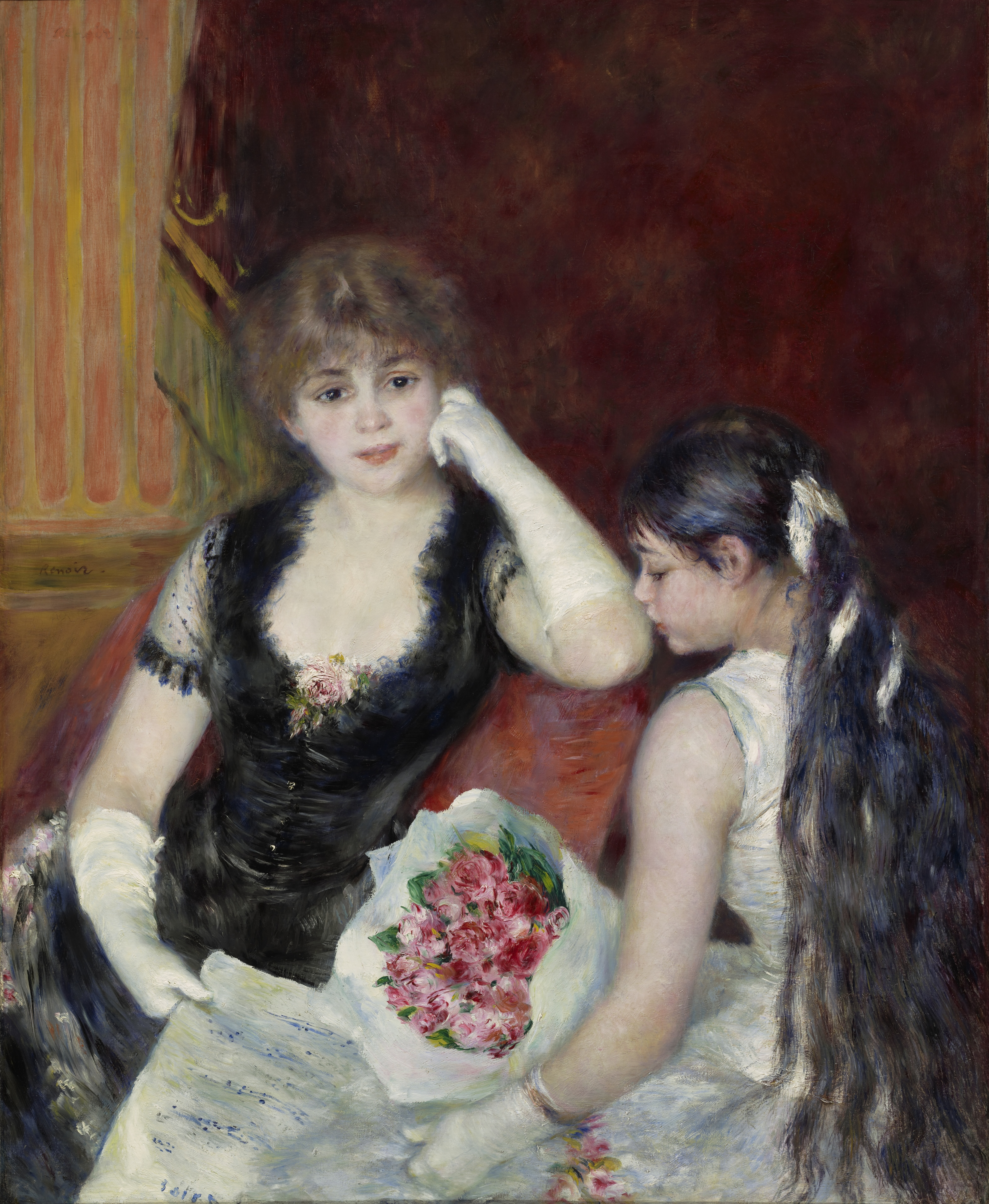
Pierre-Auguste Renoir, Une loge au théâtre (Au concert), 1880. Huile sur toile

Initialement, les Clarks se sont concentrés sur les peintures des maîtres anciens italiens, néerlandais et flamands. Au fil du temps, leurs préférences se sont tournées vers des artistes tels que John Singer Sargent, Edgar Degas, Winslow Homer et Pierre-Auguste Renoir. Après 1920, les Clarks se sont principalement intéressés à l'art de la France du XIXe siècle, en particulier aux œuvres de l'impressionnisme et de l'école de Barbizon. Pendant les 35 années suivantes, les Clarks ont enrichi leur collection privée en augmentant leurs possessions de peintures, porcelaines, argent, estampes et dessins, allant du début du XIVe siècle au début du XXe siècle.
La collection permanente du musée comprend plusieurs éléments. Auguste Renoir, Auguste Rodin, George Inness, John Singer Sargent et Jean-Léon Gérôme occupent une place prépondérante. Le Clark met particulièrement en avant Nymphes et Satyre de William Bouguereau, l'une des plus grandes œuvres académiques françaises, et est aujourd'hui principalement connu pour ses œuvres d'impressionnisme français.

### Nouvelles acquisitions

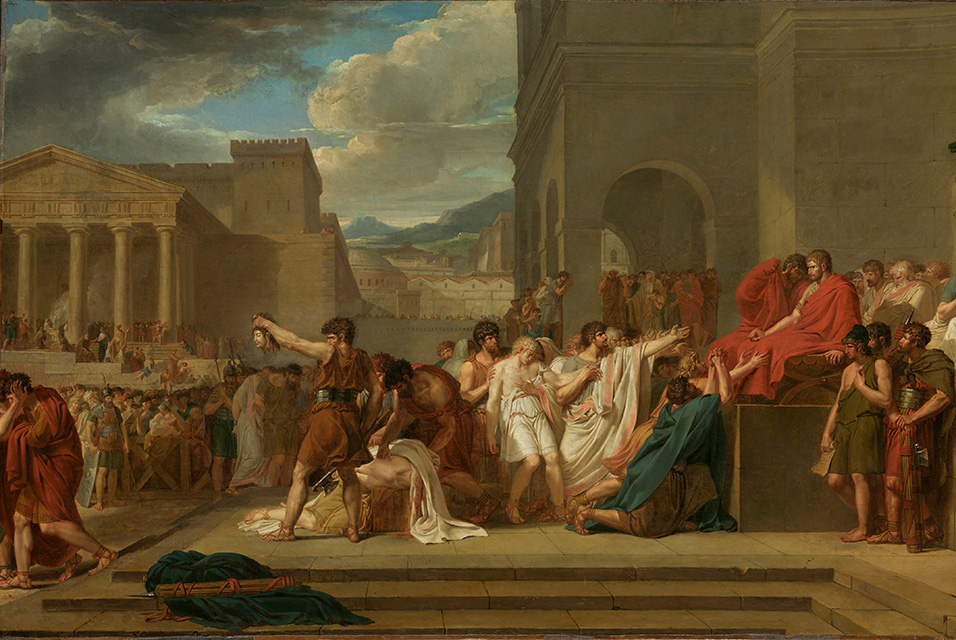
Guilliame Guillon-Lethière, Brutus condamnant ses fils à mort, 1811.

Le Clark a continué à développer et à façonner sa collection afin de réaliser plus pleinement et efficacement sa mission. Parmi les acquisitions récentes figurent Brutus condamnant ses fils à mort par Guillaume Guillon-Lethière, ainsi que l'Album de Paysage qui contient environ une centaine de dessins de paysages principalement réalisés par Lethière lui-même. Un autre ajout récent est Cabaret des femmes célèbres peint par Marie-Victoire Jaquotot, l'un des seuls trois ensembles connus mettant en avant des portraits de femmes renommées pour leurs réalisations dans les domaines de la gouvernance, de la littérature, de la philosophie et des relations internationales. D'autres nouvelles acquisitions comprennent Le Serment du Président Boyer au Palais d'Haïti par Adolphe-Eugène-Gabriel Roehn, ainsi qu'un don important récent de Frank et Katherine Martucci comprenant des photographies anciennes d'Américains noirs, notamment d'Edward J. Souby et de James Van Der Zee. En 2013, Frank et Katherine Martucci ont offert au musée huit paysages de George Inness, venant compléter les deux œuvres déjà présentes dans la collection.

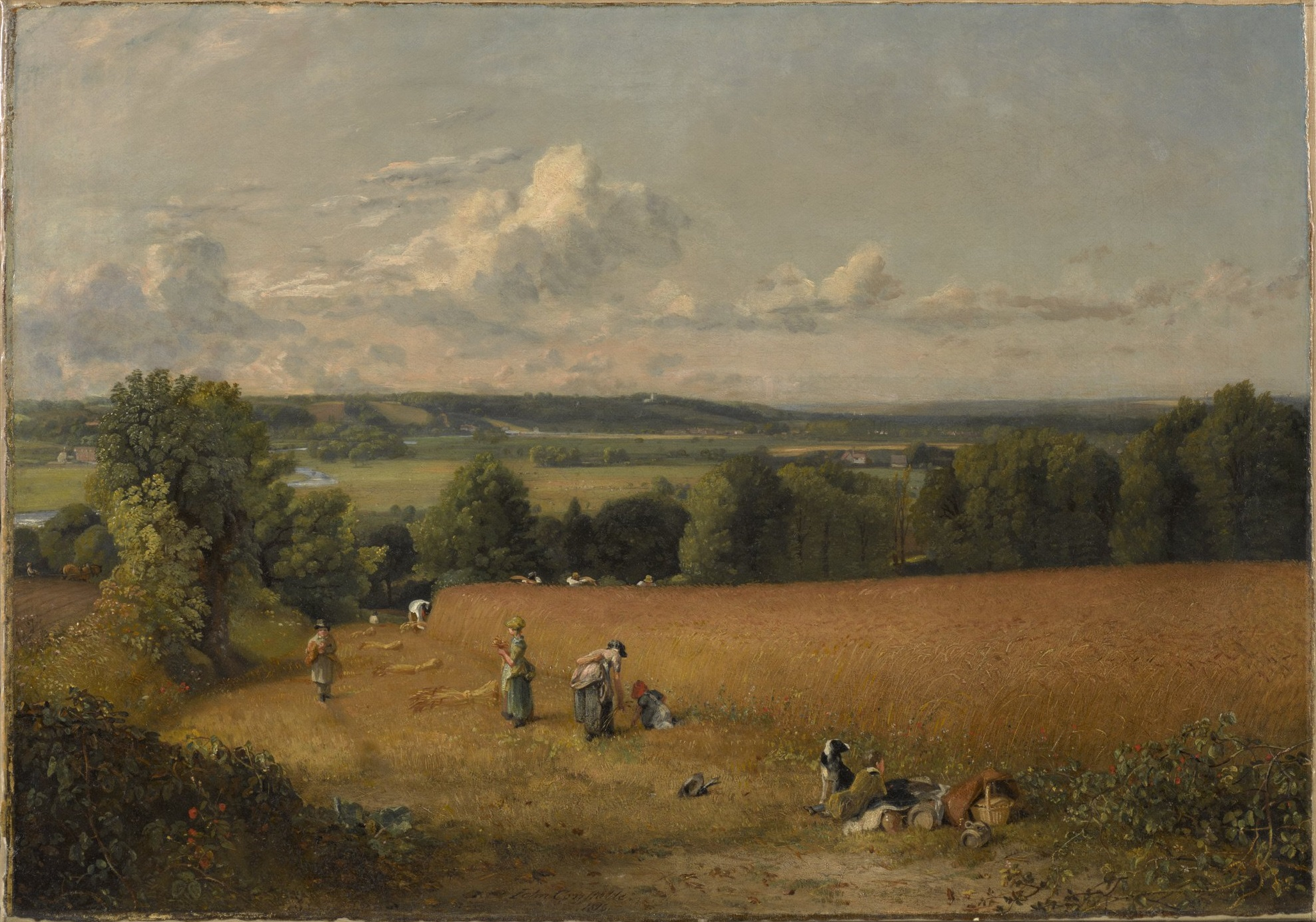
John Constable, Le Champ de blé, 1816. Cadeau de la Fondation d'art Manton en mémoire de Sir Edwin et Lady Manton

### La collection Manton d'art britannique
Depuis sa création en 1955, le Clark Art Institute n'a cessé de développer sa collection grâce à des acquisitions, des dons et des legs, en mettant récemment l'accent sur l'expansion de sa collection de photographies. En 2007, la Fondation Manton a fait don de la collection de ses fondateurs, Sir Edwin et Lady Manton, au musée. La Collection Manton d'Art Britannique comprend plus de 200 œuvres d'artistes britanniques tels que J.M.W. Turner, Thomas Gainsborough et John Constable.

## Expositions temporaires
Le Clark présente des expositions spéciales tout au long de l'année sur un large éventail de sujets. De juin 2023 à octobre 2023, le Clark accueille l'exposition Edvard Munch: Trembling Earth. Il s'agit de la première exposition aux États-Unis à se concentrer sur la manière dont Munch utilisait la nature pour transmettre un sens plus profond dans ses peintures. Trembling Earth présente plus de 75 œuvres, dont beaucoup proviennent de la collection du Munchmuseet, ainsi que plus de 40 peintures et estampes issues de collections privées rarement exposées. L'exposition est coorganisée par le Clark Art Institute, le Musée Barberini et le Munchmuseet.

## Campus et terrains

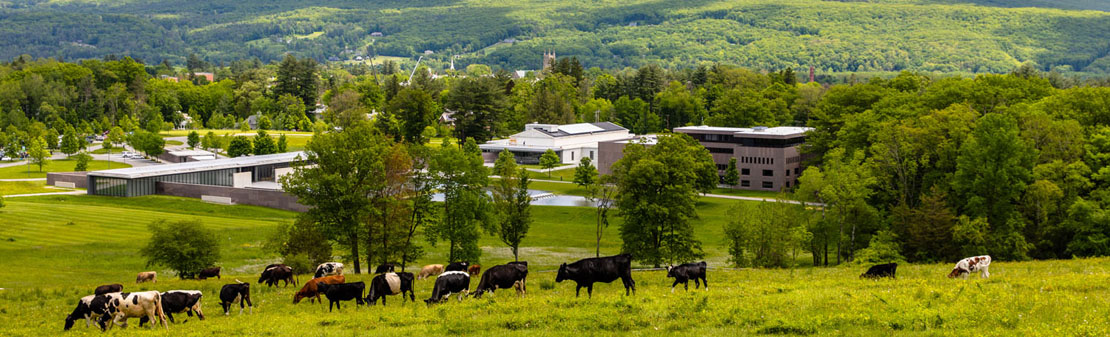
Le Clark Art Institute vu depuis Stone Hill

### Paysage naturel
Outre les bâtiments eux-mêmes, le campus du Clark s'étend sur 140 acres de prairies, de bois et de sentiers de randonnée. En accord avec la vision originale de Sterling et Francine Clark, le Clark met l'accent sur la beauté naturelle des Berkshires en tant qu'aspect crucial de l'expérience des visiteurs. Pendant les mois plus chauds de l'année, les visiteurs sont accueillis par un vaste bassin réfléchissant à trois niveaux conçu par l'architecte paysagiste Reed Hilderbrand.

#### Vaches au Clark
Également visibles pendant les mois plus chauds, des vaches en pâturage broutent sur et autour de Stone Hill. Selon le site web du Clark Art Institute, les vaches sont amicales mais préfèrent ne pas être approchées.

#### Projet raquette
Pendant les mois d'hiver, les visiteurs peuvent emprunter gratuitement une paire de raquettes à neige pour explorer le campus du Clark et les sentiers enneigés.

### Ground/work
Le campus du Clark présente plusieurs installations artistiques en plein air. Leur première exposition entièrement en extérieur, intitulée Ground/work, s'est tenue d'octobre 2020 à octobre 2021 et a présenté des œuvres d'une collection internationale d'artistes, dont Nairy Baghramian, Jennie C. Jones, Haegue Yang, et d'autres. Cette exposition, qui témoigne de l'accent accru du Clark sur la collaboration avec des artistes contemporains vivants, a transformé les prairies et les bois du campus en une galerie immersive en plein air. Bien que Ground/work soit terminée, les visiteurs peuvent toujours admirer gratuitement différentes sculptures et installations en plein air sur le campus.

## Institution scientifique et académique

### Bibliothèque
Votée en 1962 par le Conseil d’Administration, la bibliothèque du Clark Art Institute, réputée être l’une des meilleures pour l’étude de l’histoire de l’art, est intrinsèquement liée à la vocation scientifique et académique de l’institution. Cette décision intervient alors que les administrateurs du musée entament la démarche de créer un programme académique en histoire de l’art pour les étudiants diplômés, en collaboration avec le Williams College, programme aujourd’hui connu sous le nom du Graduate Art Program. C’est donc assez logiquement qu’une bibliothèque de rechercher en histoire de l’art est fondée, mettant à disposition des étudiants et des chercheurs les livres illustrés et autres volumes rares de Sterling Clark sur le sujet. Elle est progressivement enrichie par l’acquisition des bibliothèques de l’historien de l’art W.R. Juynboll et des marchands d’art Duveen. Aujourd’hui sa collection comprend plus de 250 000 volumes, incluant des livres, des périodiques reliés, ou encore des catalogues de ventes aux enchères. Elle fut également le siège de l’ancien Répertoire International de la Littérature de l’Art (RILA), devenu par la suite le Bibliography of History of Art (BHA), jusqu’en 2000. La bibliothèque de recherche du Clark Art Institute a la particularité d’être ouverte au public toute l’année.

### Le programme d'études supérieures du Williams College en histoire de l'art
Le programme d'études supérieures du Williams College en histoire de l'art, créé en 1972 en collaboration avec le Clark, est un programme intensif de deux ans qui combine travail académique, stages en commissariat d'exposition, ateliers, voyage d'étude international et divers enseignants, pour aboutir à l'obtention d'un diplôme de maîtrise en histoire de l'art. Situé sur le campus du Clark, le programme s'appuie sur les ressources en histoire de l'art des deux institutions et travaille en étroite collaboration avec elles. Parmi les près de 1500 diplômés du programme, on compte d'anciens étudiants notables tels que Sasha Suda, directrice du Philadelphia Museum of Art, James Rondeau, directeur de l'Art Institute of Chicago, et Paul Provost, vice-président de Christie's.

### Programme de recherche et d'enseignement
Au-delà du Graduate Program, l’engagement scientifique et académique du Clark Art Institute se manifeste par l’accueil chaque année d’une dizaine de ‘’fellows’’, ou pensionnaires, soient des chercheurs, conservateurs, universitaires et spécialistes en Histoire de l’Art, qui se voient mis à leur disposition un espace de travail, la bibliothèque, ainsi que des logements à proximité du Clark, dans l’objectif de faciliter leurs recherches.

## Œuvres choisies de la collection

James Van Der Zee, Wedding Day, Harlem, 1926, imprimé en 1974, Tirage argentique. Don de Frank et Katherine Martucci
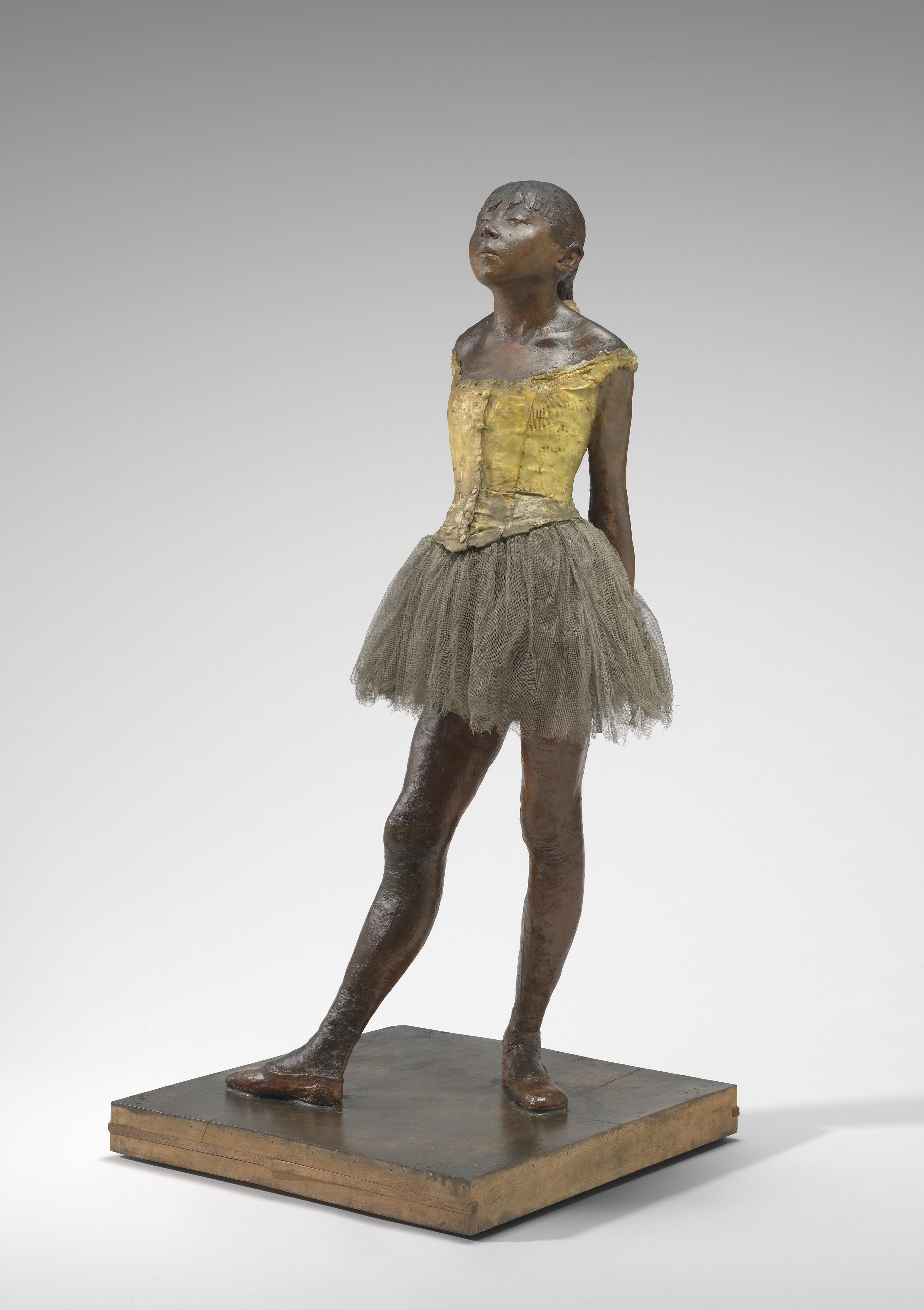
Edgar Degas, La Petite Danseuse de quatorze ans, modelé 1879-81, coulé 1919-21
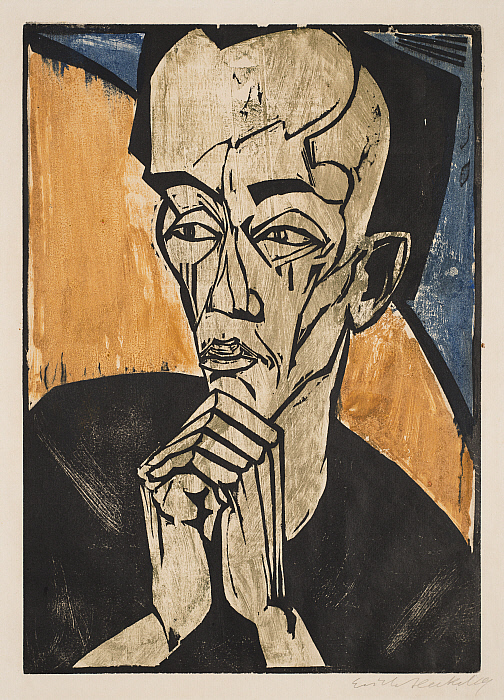
Erich Heckel, Portrait d'un homme, 1918, gravure sur bois en couleurs, sur zincograph, en vert, bleu, ocre et noir sur le papier
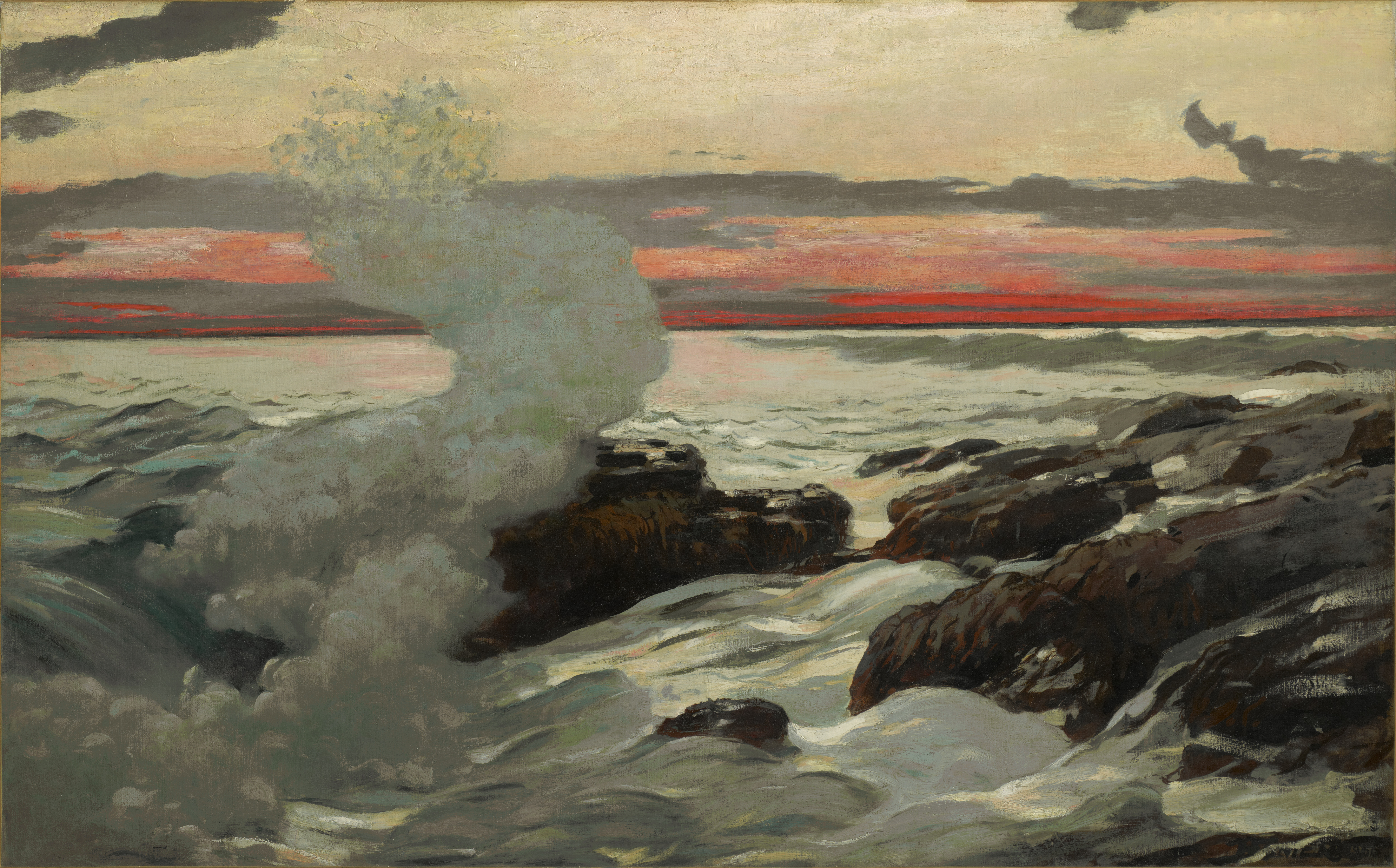
Winslow Homer, West Point, Prout's Neck, 1900, huile sur toile
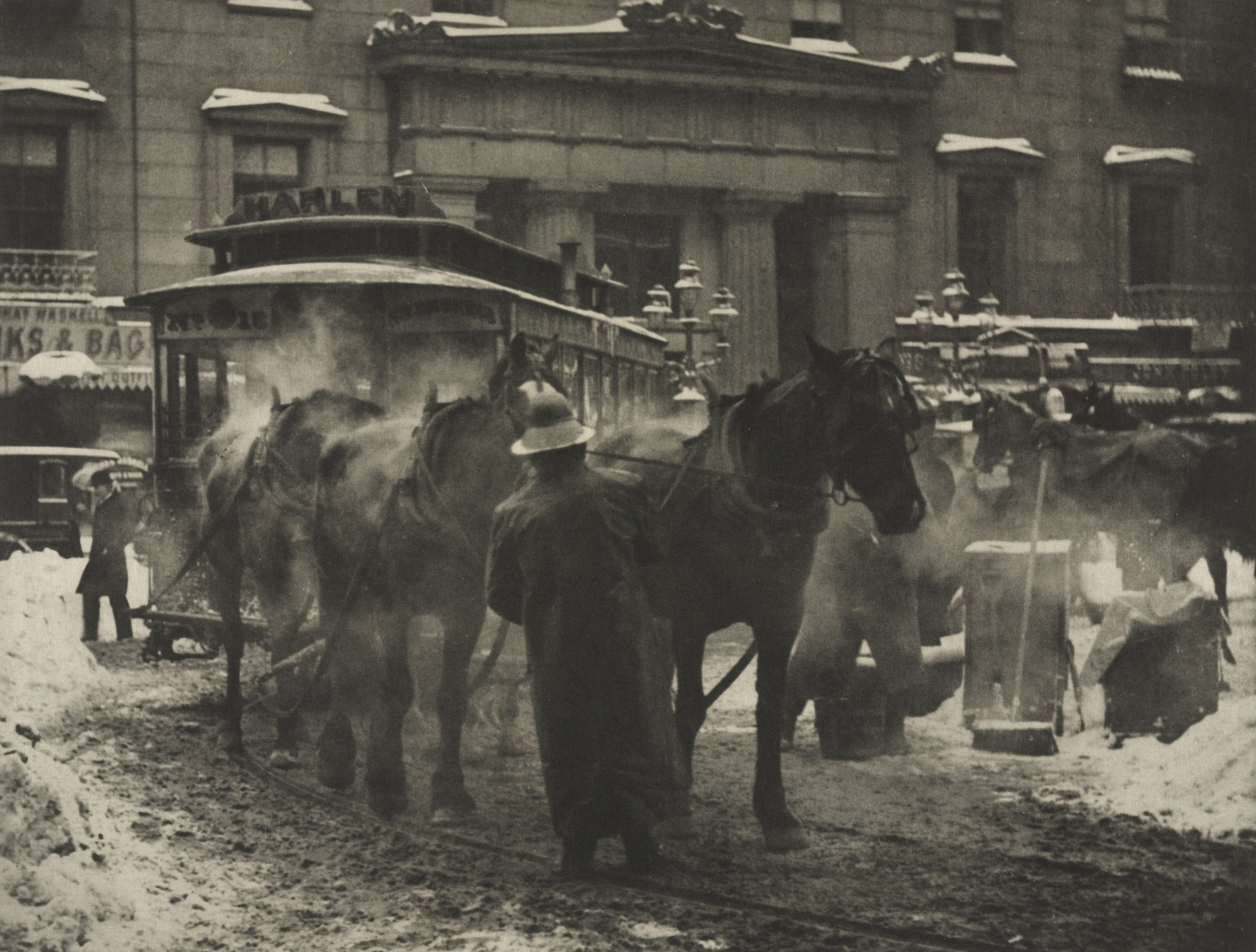
Alfred Stieglitz, The Terminal, 1893; imprimé c. 1910, don de Penelope Tyson Adams en mémoire de son mari, John Barclay Adams
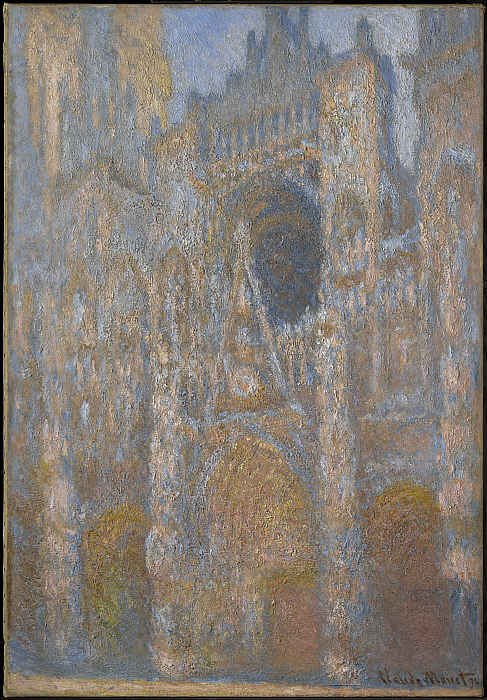
Claude Monet, La Façade de la cathédrale de Rouen au soleil, c. 1892–94, huile sur toile. Acquis en mémoire d'Anne Strang Baxter
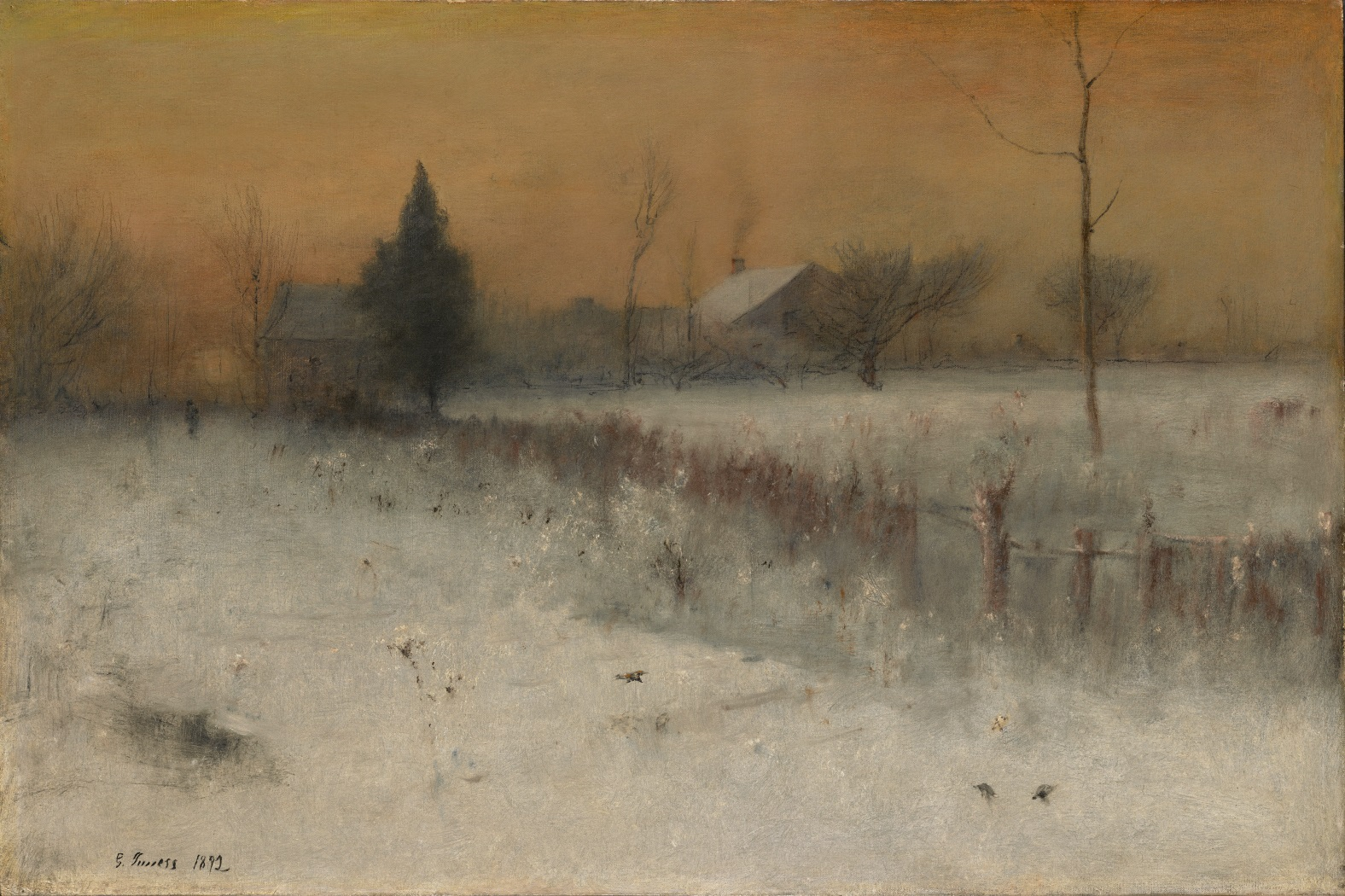
George Inness, Maison à Montclair, 1892, huile sur toile
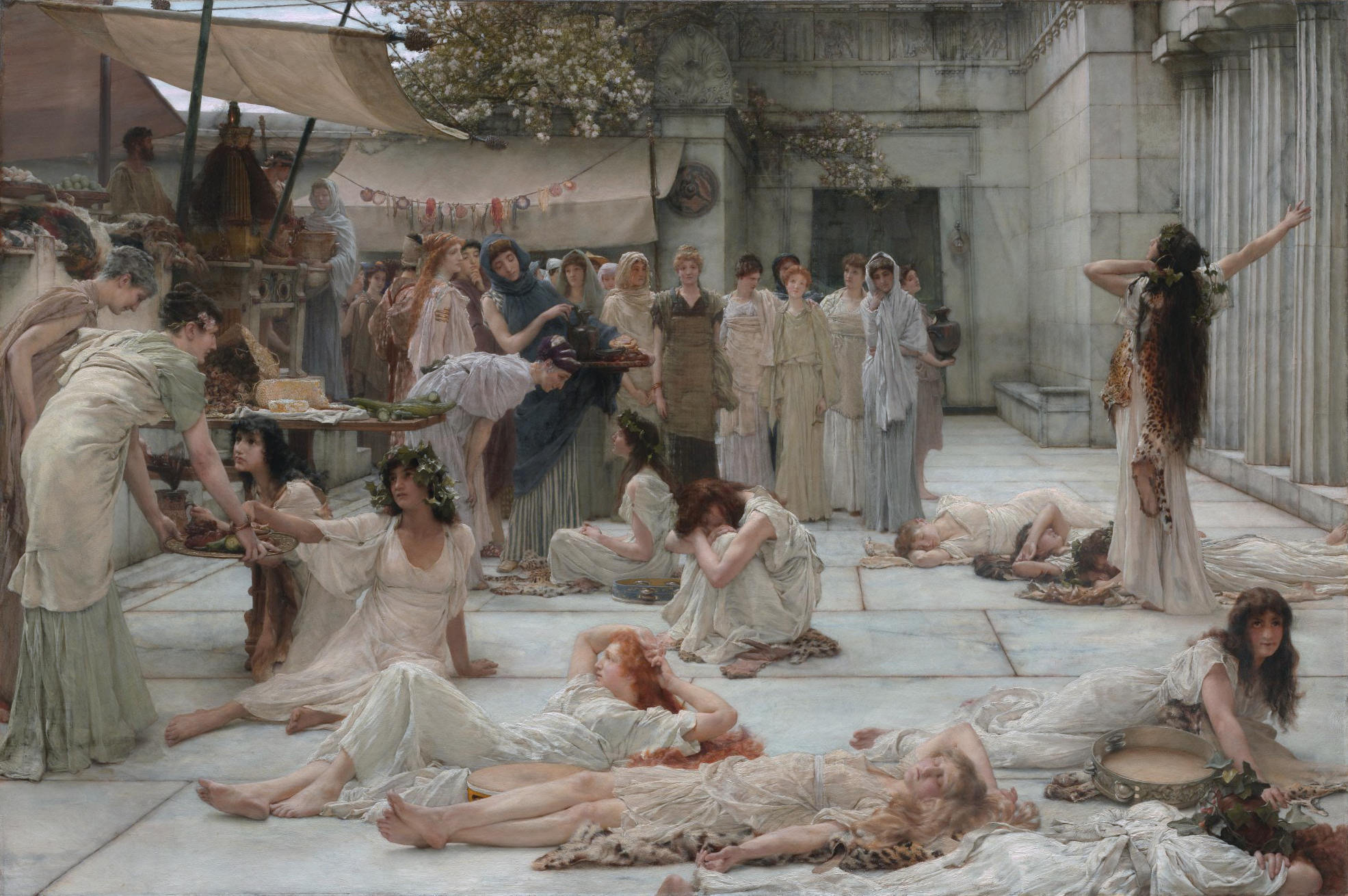
Sir Lawrence Alma-Tadema, Les Femmes d'Amphissa, 1887, huile sur toile
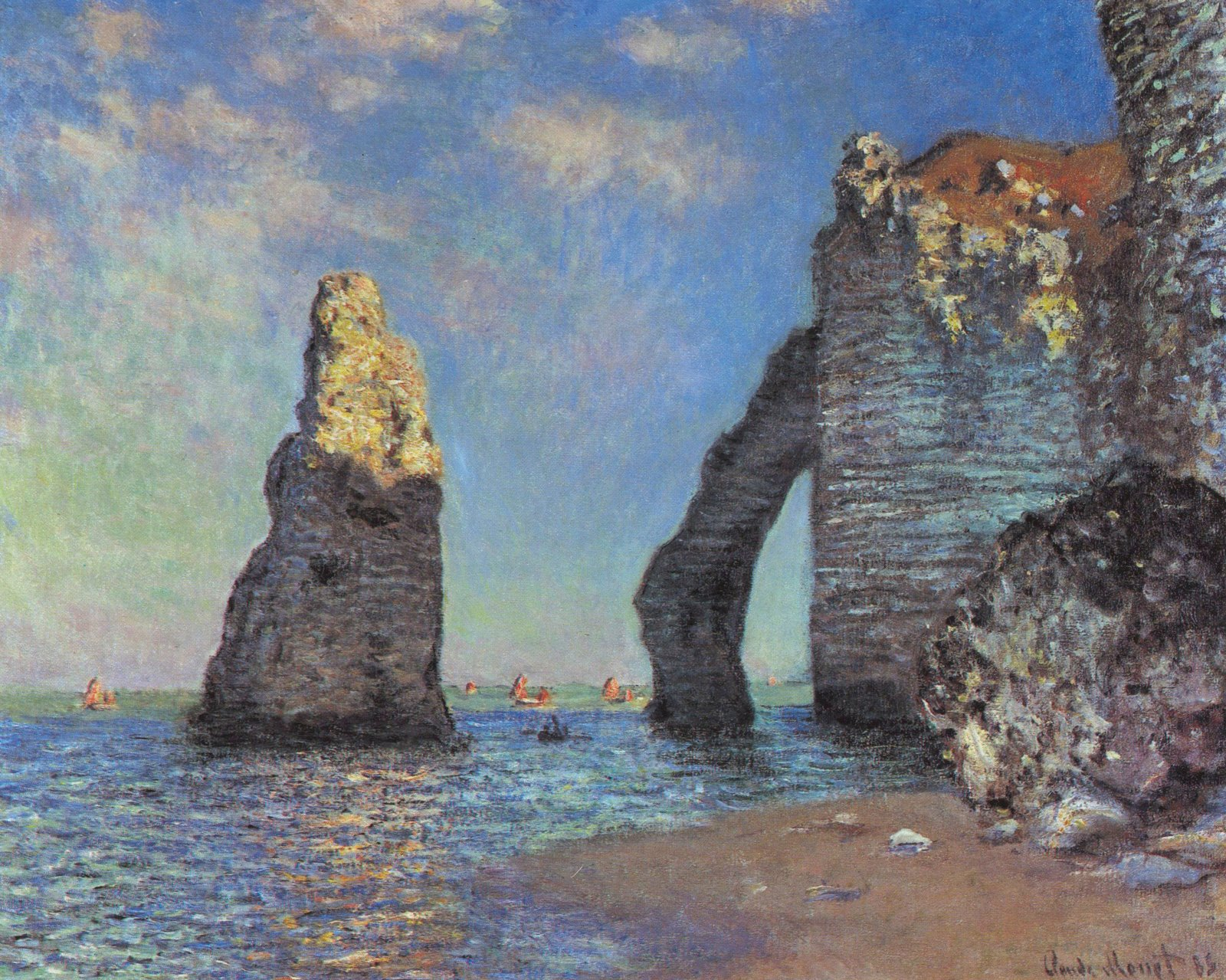
Claude Monet, Les falaises à Étretat, 1885, huile sur toile
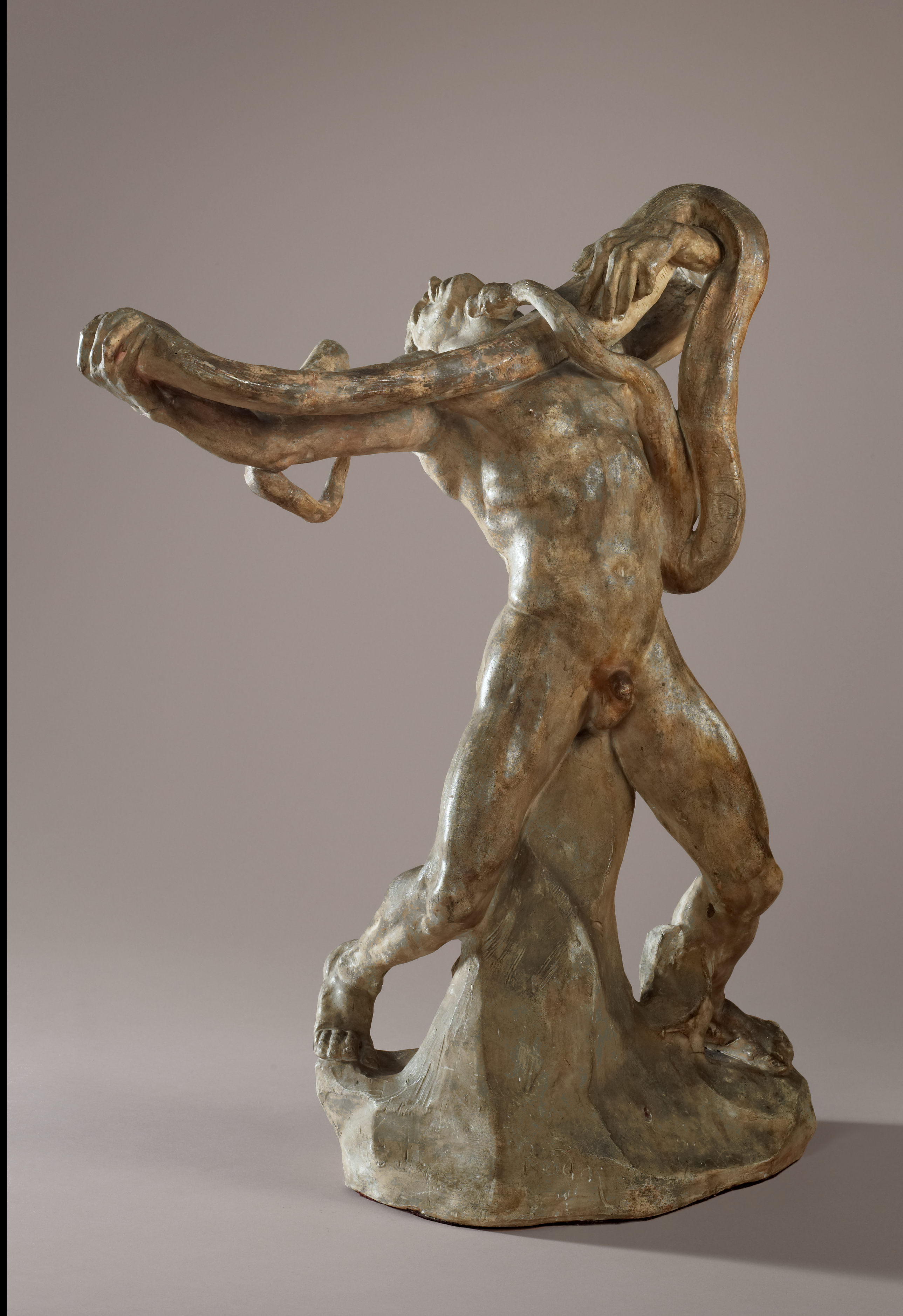
Auguste Rodin, L’Homme au serpent, 1885, plâtre
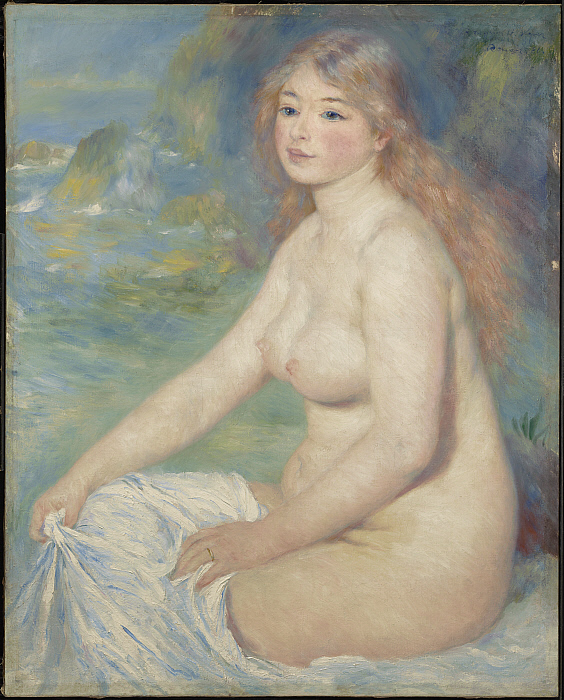
Pierre-Auguste Renoir, Baigneuse blonde, 1881, huile sur toile
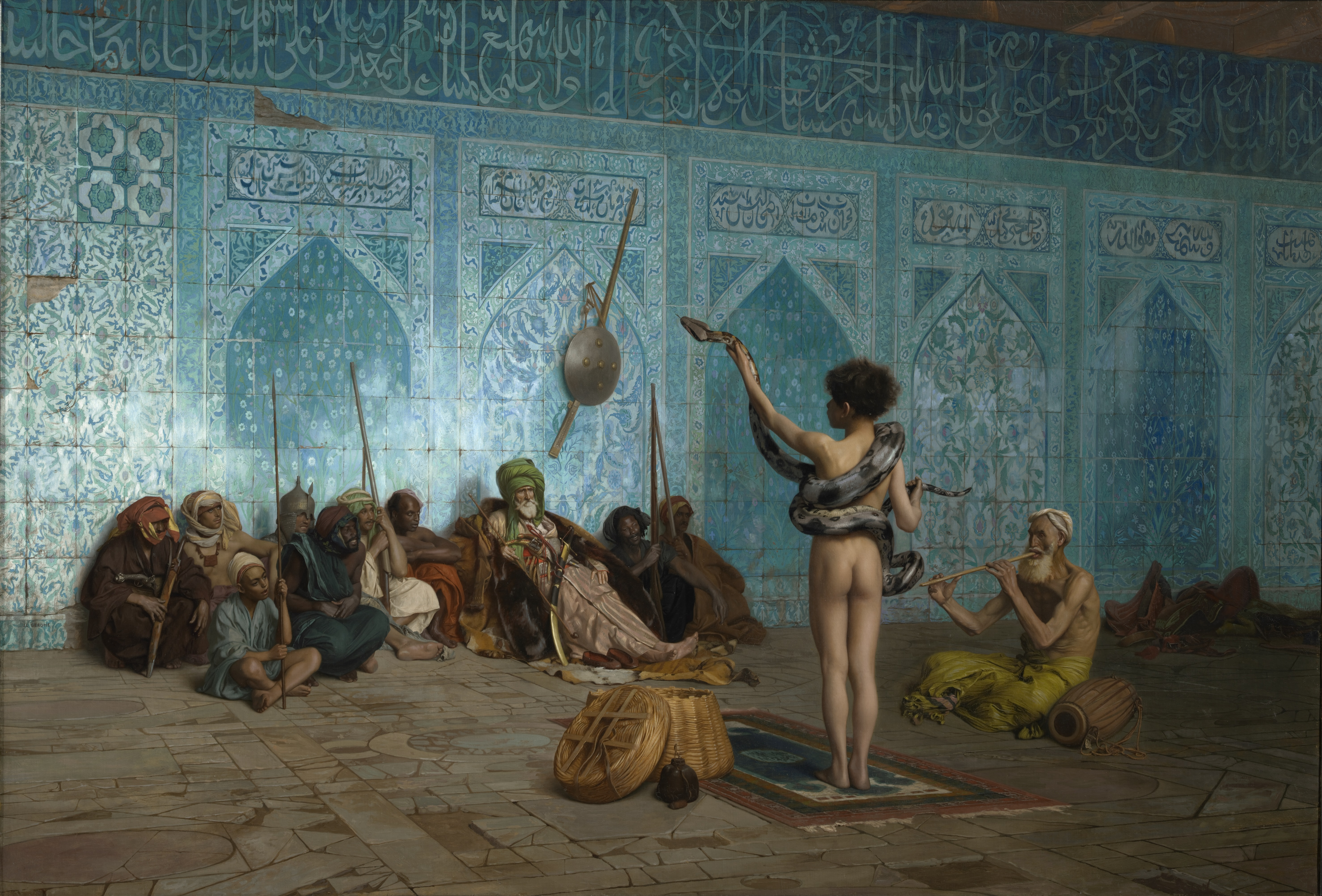
Jean-Léon Gérôme, Le Charmeur de serpent, 1879, huile sur toile
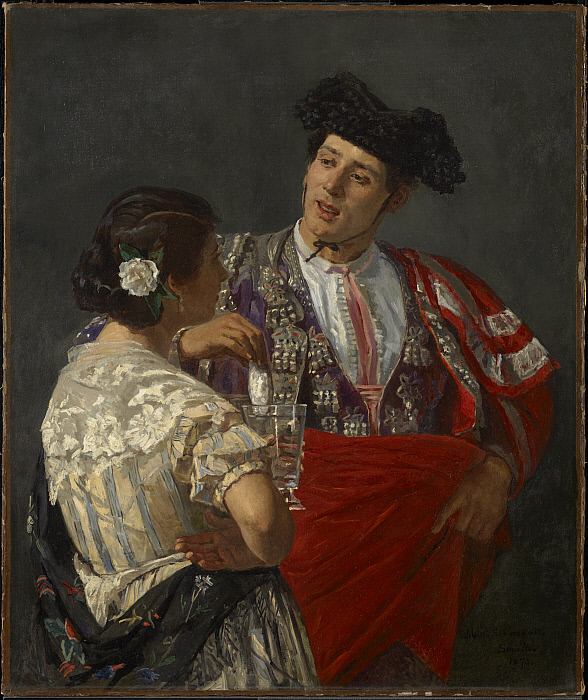
Mary Cassatt, Offrant le panal au torero, 1873, huile sur toile
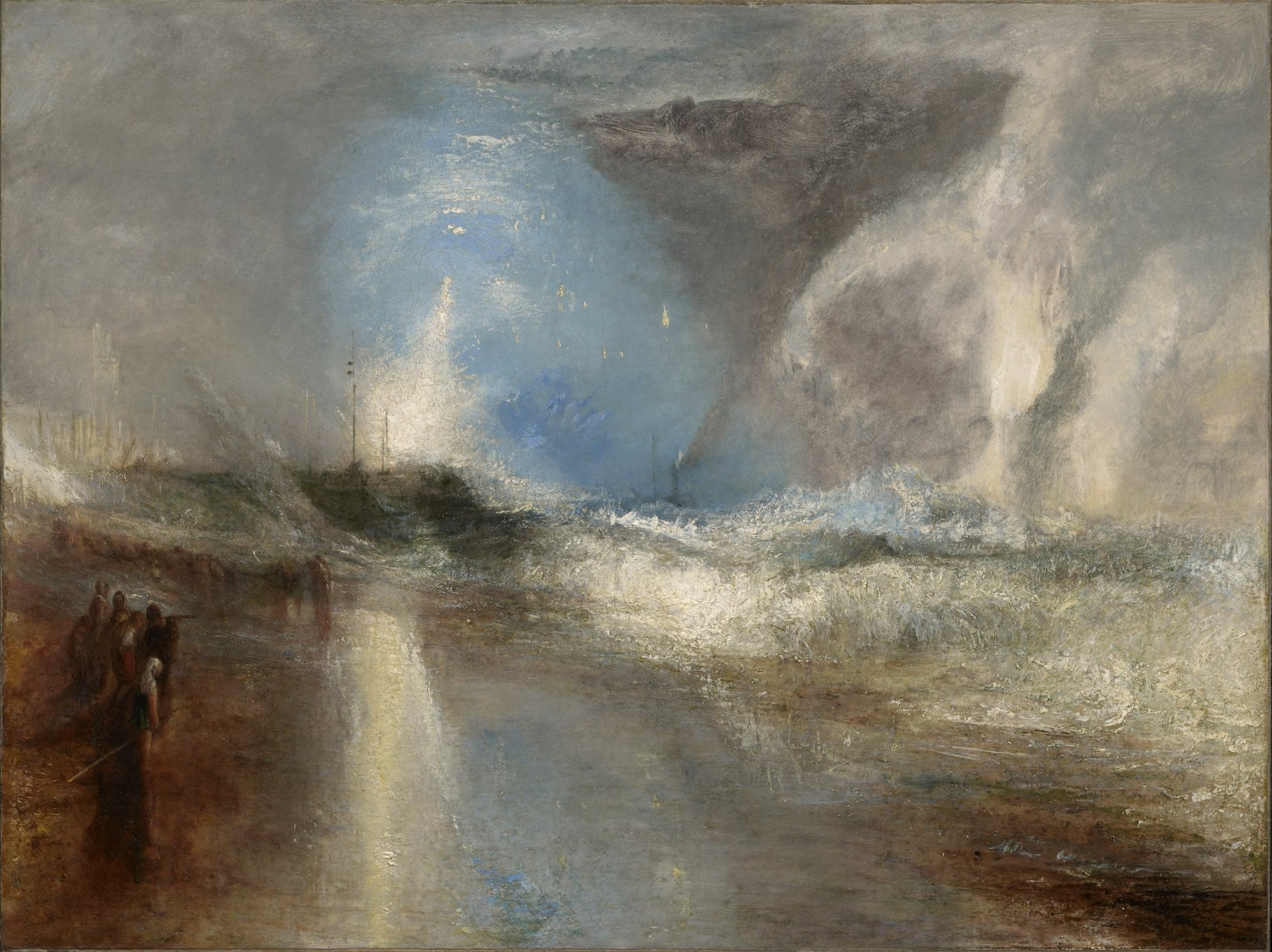
Joseph Mallord William Turner, Fusées et lumières bleues, 1840, huile sur toile
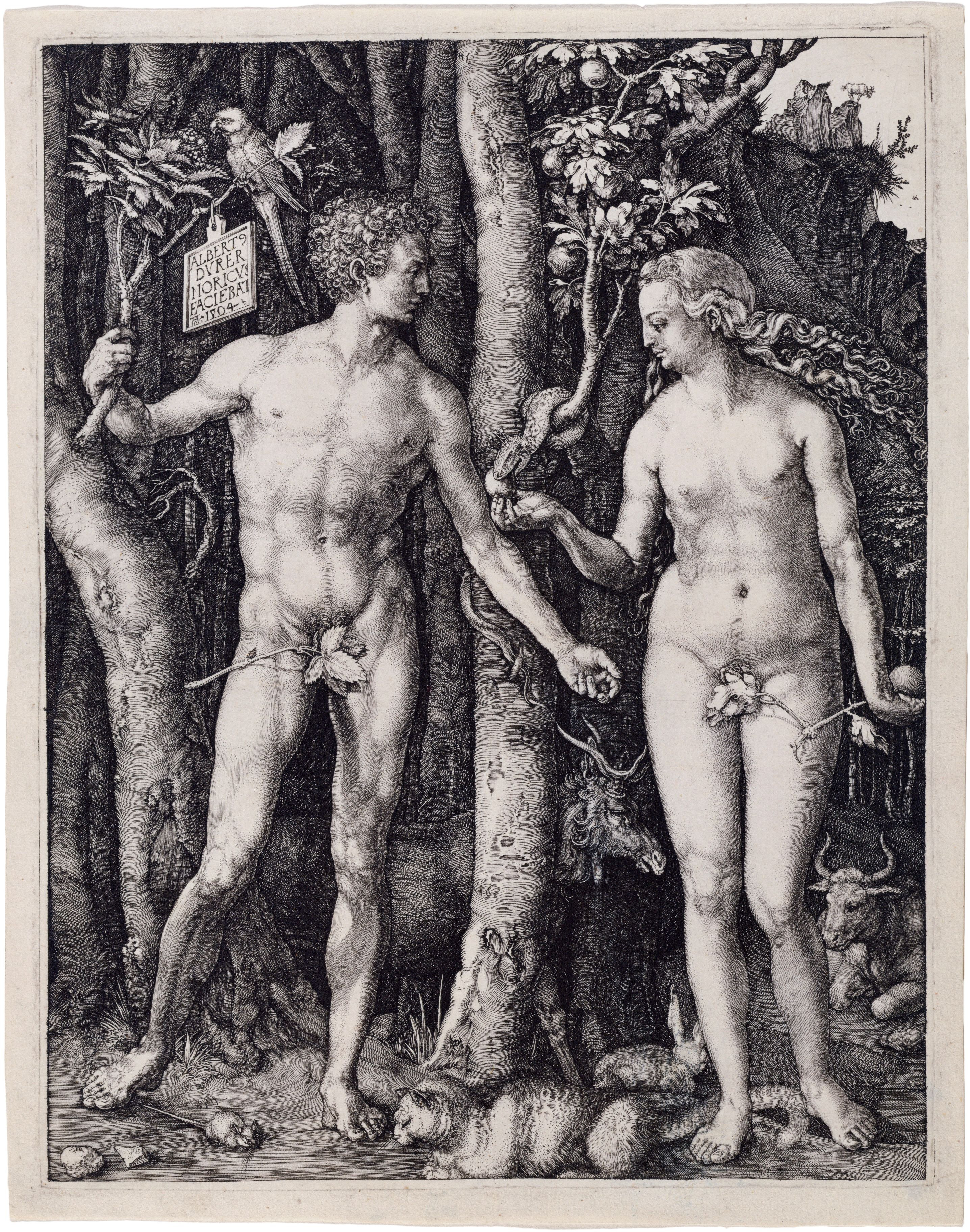
Après Albrecht Dürer, Adam et Eve, 1787–1887, gravure sur papier
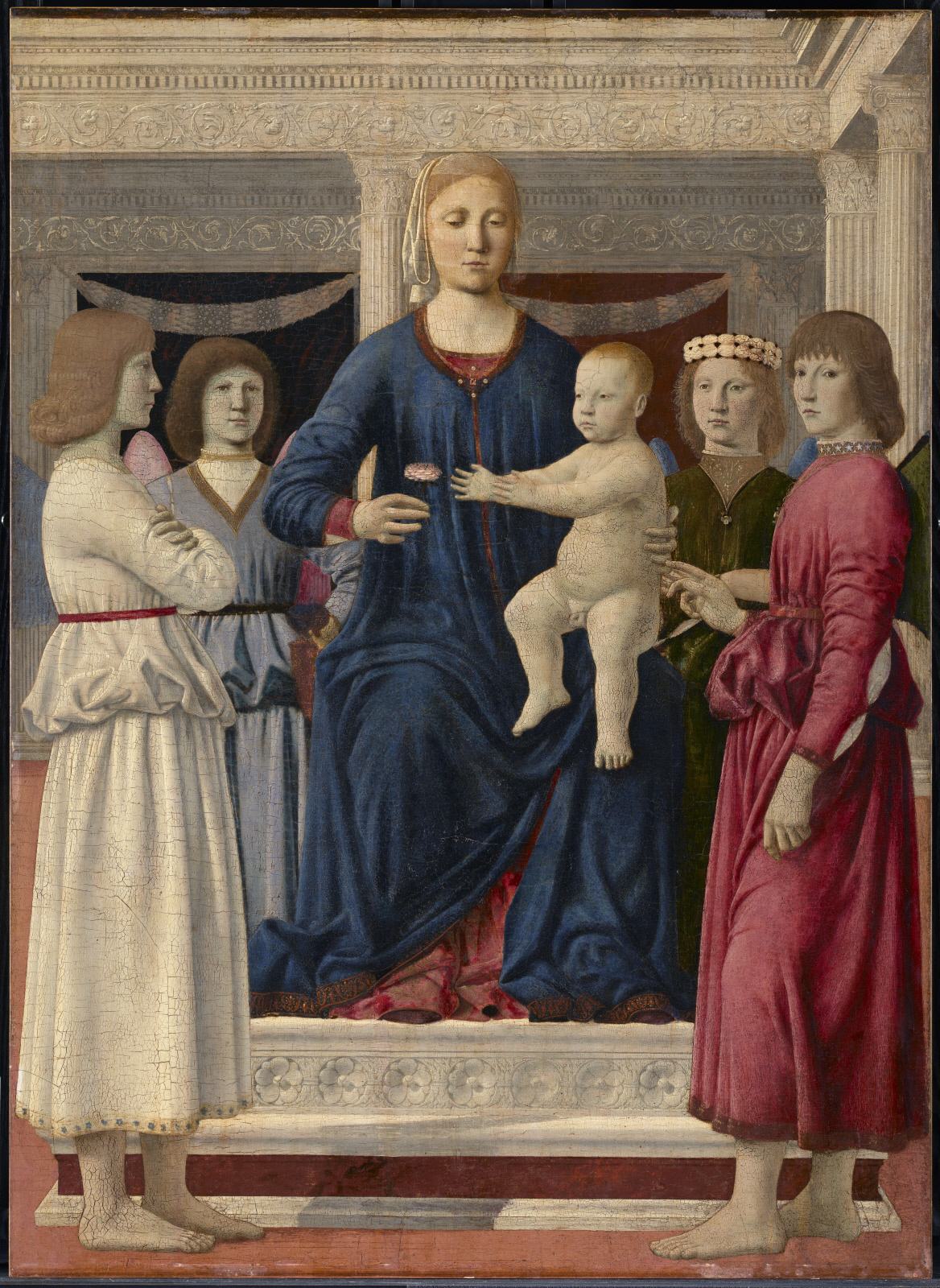
Piero della Francesca, Vierge et l'Enfant avec quatre anges, c. 1460–70